# Antônio Petrin
Antônio Petrin (Laranjal Paulista, 20 de junho de 1938), é um ator brasileiro. É conhecido pelos papéis em telenovelas, como Tenório em Pantanal (1990), Sr. Assad em Éramos Seis (1994) e Sabiá em Esmeralda (2004).

## Biografia
Ainda criança foi morar em Santo André. Na Paróquia Senhor do Bonfim no bairro Parque das Nações, dirigida por padres italianos da Ordem Terceira Franciscana, começou a ter contato com o teatro, participando de várias encenações de peças religiosas e comédias de costumes. Estudou desenho industrial, profissão que exerceu até terminar a Escola de Arte Dramática (EAD).
Em 1967, formou-se na E.A.D. Escola de Arte Dramática, dirigida pelo Dr. Alfredo Mesquita.
Após se formar, a convite do dramaturgo Jorge Andrade foi lecionar teatro no Serviço de Ensino Vocacional, e paralelamente começa sua carreira de ator profissional. Até a presente data participou de 42 peças teatrais como ator; dirigiu 12 espetáculos teatrais. Atuou em 35 programas) entre telenovelas e especiais para a televisão e em doze filmes brasileiros. Foi indicado para os mais importantes prêmios como melhor ator, tendo ganho o Prêmio APETESP no ano de 1983 com a peça Ganhar ou Ganhar (Gim Game) e em 1991 o prêmio Manchete pela novela Pantanal.

## Filmografia

### Teatro
- 1965  - Na Vila de Vitória - Direção: Alfredo Mesquita
- 1965 - A Falecida - Direção: Antunes Filho
- 1966 - Somos Todos do Jardim da Infância  de Domingos Oliveira - Direção: Silnei Siqueira
- 1967 - O Burguês Fidalgo - Direção: Alfredo Mesquita
- 1968 - Jorge Dandin - Direção: Heleny Guariba
- 1969 - O Que É Que Vamos Fazer Esta Noite  - Direção: Augusto Boal
- 1970 - Pena que Ela Seja uma P... - Direção: Roberto Vignati
- 1972/1974 - O Homem de La Mancha - de Dale Wasserman - Direção: Flávio Rangel
- 1976 - Ponto de Partida de Gianfrancesco  Guarnieri - Direção: Fernando Peixoto
- 1978 - Caixa de Sombras - de Michael Cristofer - Direção; Emílio Di Biasi
- 1979/1981 - Rasga Coração - de Oduvaldo Viana Filho - Direção: José Renato
- 1980 - Patética - de João Ribeiro Chaves Neto - Direção: Celso Nunes
- 1984/1985 - Com a Pulga Atrás da Orelha - de George Feideau - Direção: Gianni Ratto
- 1985/1986 - Cyrano de Bergerac - de Edmond Rostand - Direção: Flávio Rangel
- 1991 - História do Soldado - Deramus/Stravinski- Direção: Ulisses Cruz
- 1993 - Viagem à Forli - de Mauro Rasi - Direção: Mauro Rasi
- 1994 - Para tão Longo Amor - de Maria Adelaide Amaral - Direção: Roberto Lage
- 1996 - Francisco - de Thiago Santiago - Direção: Márcio Aurélio
- 1997 - Zé Amaro e Irineu- de Márcio Araújo - Direção: Marcio Araujo
- 1998 - Em Nome do Pai - de Alcione Araujo - Direção: Marcio Aurélio
- 1998 - Retratos de Mulher - Direção: Sérgio Ferrara
- 1999 - Barrela – de Plínio Marcos – Direção: Sérgio Ferrara
- 2000 - Bonitinha, mas Ordinária – Direção: Marco Antonio Brás
- 2000/2003 - A Última Gravação de Krapp – Direção: Francisco Medeiros
- 2004 - Senhoras & Senhores – Direção: Alexandre Raineck
- 2004 - Um Merlin – Direção: Roberto Lage
- 2005 - Barrela – de Plínio Marcos – Direção: Roberto Bomtempo
- 2005 - Sangue na barbearia – Direção: Darson Ribeiro
- 2006/2007  - Volta ao Lar de Harold Pinter - Direção de Alexandre Hainecke
- 2007 - A Morte do Caixeiro Viajante
- 2008/09/12 - Só os Doentes do Coração Deveriam ser Atores - Direção e autoria de Eduardo Figueiredo
- 2022 - A Semente de Romã - autoria de Luís Fernando de Abreu

### Televisão
| Ano     | Título                             | Personagem                      | Notas                        | Emissora          |
| ------- | ---------------------------------- | ------------------------------- | ---------------------------- | ----------------- |
| 1965    | 22-2000 Cidade Aberta              | Editor do jornal                |                              | Rede Globo        |
| 1973    | Caso Especial                      | Juliano                         | Episódio: "Da Arte de Matar" | Rede Globo        |
| 1973    | Os Ossos do Barão                  | Sebastião                       | Participação Especial        | Rede Globo        |
| 1976    | Tchan, a Grande Sacada             | —                               | Participação Especial        | Rede Tupi         |
| 1978    | O Direito de Nascer                | —                               | Participação Especial        | Rede Tupi         |
| 1978    | Solar Paraíso                      | Alonso                          |                              | TVS               |
| 1979-80 | Malu Mulher                        | Gabriel Fonseca                 |                              | Rede Globo        |
| 1981    | Os Adolescentes                    | Moacir                          |                              | Rede Bandeirantes |
| 1982    | Ninho da Serpente                  | Joaquim                         |                              | Rede Bandeirantes |
| 1982    | Renúncia                           | —                               |                              | Rede Bandeirantes |
| 1983    | Anjo Maldito                       | Roberto Magalhães               |                              | SBT               |
| 1983    | Vida Roubada                       | Henrique Moraes                 |                              | SBT               |
| 1984    | Anarquistas, Graças a Deus         | Roque                           |                              | Rede Globo        |
| 1984    | Partido Alto                       | Capo Baroni                     | Participação especial        | Rede Globo        |
| 1984    | Viver a Vida                       | Onofre                          |                              | Rede Manchete     |
| 1985    | Uma Esperança no Ar                | Vereador Bonifácio              |                              | SBT               |
| 1988    | Vida Nova                          | Antônio do Mercado              |                              | Rede Globo        |
| 1990    | Pantanal                           | Tenório Nogueira                |                              | Rede Manchete     |
| 1990    | A História de Ana Raio e Zé Trovão | Lamberto Begamo                 |                              | Rede Manchete     |
| 1991    | Amazônia                           | Comendador Mangabeira           |                              | Rede Manchete     |
| 1993    | Agosto                             | Legista                         |                              | Rede Globo        |
| 1993    | Guerra sem Fim                     | Delegado Jaime Ortiz            |                              | Rede Manchete     |
| 1993    | O Marajá                           | Dr. Paulo                       |                              | Rede Manchete     |
| 1993    | Você Decide                        | —                               | Episódio: "Ser Ou Não Ser"   | Rede Manchete     |
| 1994    | Éramos Seis                        | Jorge Assad (Sr. Assad)         |                              | SBT               |
| 1995    | Tocaia Grande                      | Padre Mariano                   |                              | Rede Manchete     |
| 1996    | Dona Anja                          | Rutílio                         |                              | SBT               |
| 1996    | Caça Talentos                      | Coronel Petrine                 | Episódio: "Tesouro Caipira"  | Rede Globo        |
| 1997    | Caça Talentos                      | Coronel Petrine                 | Episódio: "Tesouro Perdido"  | Rede Globo        |
| 1998    | Corpo Dourado                      | Ezequiel dos Santos             |                              | Rede Globo        |
| 1998    | Xuxa Especial: Uma Carta para Deus | Velho no bar                    | Especial de fim de ano       | Rede Globo        |
| 1999    | Chiquinha Gonzaga                  | Castello                        |                              | Rede Globo        |
| 1999    | Você Decide                        | Justino                         | Episódio:"Forró Bandido"     | Rede Globo        |
| 1999    | Você Decide                        | —                               | Episódio:"O Lobisomem"       | Rede Globo        |
| 2000    | Marcas da Paixão                   | Adrião da Silva                 |                              | RecordTV          |
| 2001    | O Direito de Nascer                | Frei Estevão                    |                              | SBT               |
| 2001    | Um Anjo Caiu do Céu                | Carlos dos Anjos (Carlão)       |                              | Rede Globo        |
| 2002    | Esperança                          | Adolfo Mattias                  |                              | Rede Globo        |
| 2004    | Esmeralda                          | Sabiá                           |                              | SBT               |
| 2004    | Meu Cunhado                        | Presidente Galina               | Episódio: "A Eleição"        | SBT               |
| 2004    | A Diarista                         | Ardilino dos Santos (Lino)      | Episódio: "A Visita da Mãe"  | Rede Globo        |
| 2005    | Essas Mulheres                     | Ministro Inácio Silva de Macedo | Participação especial        | RecordTV          |
| 2006    | A Diarista                         | Afonso                          | Episódio: "Aquele do Latino" | Rede Globo        |
| 2007    | Amazônia, de Galvez a Chico Mendes | Gabino Besouro                  |                              | Rede Globo        |
| 2007    | Sítio do Picapau Amarelo           | Dom Espinelo                    |                              | Rede Globo        |
| 2008    | Revelação                          | Ermirio Fernandes               |                              | SBT               |
| 2008    | Alice                              | Kid Montana                     | 6 episódios                  | HBO Brasil        |
| 2009    | Vende-se um Véu de Noiva           | José Ferreira (Zé Moréia)       |                              | SBT               |
| 2011    | Amor e Revolução                   | Dr. Ruy Domênico                |                              | SBT               |
| 2013    | Beleza S/A                         | Dr. Alex                        |                              | GNT               |
| 2014    | Em Família                         | Viriato Soares                  |                              | Rede Globo        |
| 2016    | Escrava Mãe                        | Coronel Custódio de Avelar      |                              | RecordTV          |
| 2023    | Compro Likes                       | Senhor                          | Episódio: "#BasicBroWagner"  | Star+             |

### Cinema
| Ano  | Título                                          | Personagem      | Direção                        |
| ---- | ----------------------------------------------- | --------------- | ------------------------------ |
| 1977 | Antônio Conselheiro e a Guerra dos Pelados      |                 | Carlos Augusto Oliveira        |
| 1977 | A Árvore dos Sexos                              | Delegado        | Sílvio de Abreu                |
| 1977 | O Jogo da Vida                                  | Silverinha      | Maurice Capovilla              |
| 1980 | Ato de Violência                                | Ermínio         | Eduardo Escorel                |
| 1981 | Eles não Usam Black-tie                         | Companheiro     | Leon Hirszman                  |
| 1982 | Amor de Perversão                               | Pai de Raimundo | Alfredo Sternheim              |
| 1985 | O Beijo da Mulher Aranha                        | Capenga         | Hector Babenco                 |
| 1985 | Os Bons Tempos Voltaram - Vamos Gozar Outra Vez | Armando         | Ivan Cardoso e John Herbert    |
| 1987 | O País dos Tenentes                             | Delegado        | João Batista de Andrade        |
| 1989 | Lua Cheia                                       | Ministro        | Alain Fresnot                  |
| 1995 | Quem Matou Pixote?                              | Comissário      | José Joffily                   |
| 1995 | Esperando Roque                                 | Pai             | Luiz Montes                    |
| 1998 | Até que a Vida nos Separe                       | Pai de Paulo    | José Zaragoza                  |
| 1998 | Através da Janela                               | Dono do bar     | Tata Amaral                    |
| 1998 | Caminho dos Sonhos                              | Nathanson       | Lucas Amberg                   |
| 2000 | Sonhos Tropicais                                | Rotchilds       | André Sturm                    |
| 2002 | Mutante...                                      | Patrão de Júlia | Rossana Foglia e Rubens Rewald |
| 2002 | As Alegres Comadres                             | Estalajadeiro   | Leila Hipólito                 |
| 2003 | Que fazer?                                      | Velho           | André Luiz de Luiz             |
| 2003 | Amanhã de Manhã                                 | Senhor          | Daniel Turini                  |
| 2004 | Veias e Vinhos                                  |                 | João Batista de Andrade        |
| 2004 | 90 Milhões em Ação                              |                 | Thiago Leão                    |
| 2005 | Bodas de Papel                                  | Sr. Humberto    | André Sturm                    |
| 2005 | Zé Amaro, Irineu                                | Zé Amaro        | Márcio Araújo                  |
| 2009 | Um Homem Qualquer                               | Turco           | Caio Vecchio                   |
| 2009 | Se Nada mais Der certo                          | Antenor         | José Eduardo Belmonte          |
| 2009 | O Homem Mau Dorme Bem                           | Avô de Rita     | Geraldo Moraes                 |
| 2010 | Plastic City - Cidade de Plástico               | Coelho          | Yu Lik-wai                     |
| 2010 | Borboletas Indômitas                            | Ministro        | Daniel Chaia                   |
| 2011 | A Hora e a Vez de Augusto Matraga               | Tio Ofeliano    | Vinícius Coimbra               |
| 2012 | Fala Comigo Agora!                              | Inácio          | Karina Ades                    |
| 2013 | Jogo das Decapitações                           | Plínio          | Sérgio Bianchi                 |
| 2016 | Walter do 402                                   | Walter          | Breno Ferreira                 |
| 2016 | O Amor no Divã                                  | Leon            | Alexandre Reinecke             |
| 2017 | Divórcio                                        | Leon            | Pedro Amorim                   |
| 2017 | Histórias & Estórias                            | Coronel Goulart | Vicentini Gomez                |
| 2020 | De Volta ao Maracanã                            | Samuel          | Jorge Gurvich                  |
| 2023 | Um Filme de Cinema                              | Avô de Bebel    | Thiago B. Mendonça             |
| 2024 | Insubmissas                                     | Manoel          | Luh Maza                       |